# Fanis Katergiannakis
Theofanis "Fanis" Katergiannakis - em grego, Θεοφάνης Κατεργιαννάκης (Salonica, 16 de fevereiro de 1974) é um ex-futebolista grego que atuava como goleiro.

## Carreira
Revelado pelo Ethnikos Pylaias, jogou 22 partidas pelo clube, e seu desempenho chamou a atenção do Aris, que o contratou em 1994. Foi nos Kitrinomavroi onde Katergiannakis atuou por mais tempo: em 8 temporadas, entrou em campo 129 vezes, vencendo a Beta Ethniki de 1997–98. Em 2002, assinou com o Olympiacos, num contrato válido por 2 anos. Com a lesão do então titular Dimitrios Eleftheropoulos, assumiu a posição e foi uma das peças principais do heptacampeonato nacional, além de ter ficado com o vice-campeonato da Copa da Grécia de 2003–04, vencida pelo AEK.
Após a chegada do experiente Antonis Nikopolidis (egresso do rival Panathinaikos), Katergiannakis foi negociado com o Cagliari em 2004. Em sua única experiência fora da Grécia, o goleiro atuou em 15 partidas pelo clube sardo.
Passou ainda por Iraklis e Kavala entre 2005 e 2011, ano de sua aposentadoria. Desde 2014, trabalha como preparador de goleiros, exercendo a função tanto nas seleções de base da Grécia quanto na principal.

## Seleção Grega
Pela Seleção Grega, Katergiannakis estreou em 1999, contra a Bulgária. Fez parte do elenco campeão da Eurocopa de 2004, como terceiro goleiro. Esta foi a única competição disputada em sua carreira internacional, encerrada no mesmo ano - foram apenas 6 partidas disputadas pela Seleção Grega.

## Títulos
Aris
- Beta Ethniki: 1 (1997–98)

Olympiacos
- Campeonato Grego: 1 (2002–03)

Kavala
- Beta Ethniki: 1 (2007–08)

Grécia
- Eurocopa: 1 (2004)